# 530
530 (DXXX) fue un año común comenzado en martes del calendario juliano, en vigor en aquella fecha.
En el Imperio romano, el año fue nombrado como el del consulado de Lampadio y Probo, o menos comúnmente, como el 1283 Ab urbe condita.

## Acontecimientos

### Imperio bizantino
- Batalla de Daras: Belisario y Hermógenes derrotan a los persas en una gran batalla que frustra la ofensiva persa sobre la Mesopotamia romana.
- 15 de diciembre: Justiniano I selecciona una segunda comisión para resumir y codificar los escritos de los juristas del Derecho romano. Esto se convierte en las Pandectas (Digesto).
- Triboniano se convierte en cuestor.

### Europa
- Hilderico, rey de los vándalos y alanos, es depuesto por su primo Gelimero.
- Los reyes francos expulsan a miles de los visigodos que vivían aún en sus territorios. Cruzando los Pirineos, los exiliados se instalan en Hispania.

### Asia
- Wei Chang Guang Wang sucede a Xiao Zhuang Di como gobernante de la Dinastía Wei septentrional china.

### Papado
- 22 de septiembre: Bonifacio II sucede a Félix IV.

### Arte y literatura
- Se hace el suelo de la sinagoga de mosaico, de Maon (Menois). Ahora se conserva en el Museo de Israel, Jerusalén (fecha aproximada).
- Se construye el Templo de Vishnu en Deogarh, Uttar Pradesh, India. Período posterior de Gupta (fecha aproximada).
- Termina la redacción de la Anthologia Latina de época vándala con el fin del reinado del vándalo Hilderico, posiblemente una recopilación obra del poeta Luxorio (fecha aproximada).[1]

## Fallecimientos
- Félix IV, papa.